# Marieke Sauerbreij
Marieke Sauerbreij (* 1982) ist eine ehemalige niederländische Snowboarderin. Sie startete vorwiegend in den Paralleldisziplinen.

## Werdegang
Sauerbreij nahm im November 1998 in Zell am See erstmals am Snowboard-Weltcup teil und errang dort die Plätze 34 und 26. Bei den Juniorenweltmeisterschaften 1999 auf der Seiser Alm kam sie auf den 22. Platz im Parallel-Riesenslalom. In den folgenden Jahren wurde sie bei den Juniorenweltmeisterschaften 2000 in Berchtesgaden Fünfte im Parallelslalom sowie Vierte im Parallel-Riesenslalom, bei den Juniorenweltmeisterschaften 2001 in Nassfeld Zehnte im Parallel-Riesenslalom und bei den Juniorenweltmeisterschaften 2002 in Rovaniemi Siebte im Parallel-Riesenslalom. Bei ihren ersten Weltmeisterschaften im folgenden Jahr am Kreischberg belegte sie den 36. Platz im Snowboardcross, den 30. Rang im Parallel-Riesenslalom und den 28. Platz im Parallelslalom. Bei den Snowboard-Weltmeisterschaften 2005 in Whistler fuhr sie auf den 36. Platz im Parallelslalom sowie auf den 18. Rang im Parallel-Riesenslalom und bei den Snowboard-Weltmeisterschaften 2007 in Arosa auf den 33. Platz im Parallelslalom sowie auf den 19. Rang im Parallel-Riesenslalom. In der Saison 2007/08 erreichte sie in La Molina mit Platz zehn im Parallelslalom ihre beste Platzierung im Weltcup und zum Saisonende mit dem 30. Platz im Parallel-Weltcup ihr bestes Gesamtergebnis. Bei den Snowboard-Weltmeisterschaften 2009 in Gangwon belegte sie den 39. Platz im Parallelslalom sowie den 33. Rang im Parallel-Riesenslalom und bei den Snowboard-Weltmeisterschaften 2011 in La Molina den 25. Platz im Parallelslalom. In ihrer letzten aktiven Saison 2012/13 absolvierte sie in La Molina ihren 195. und damit letzten Weltcup, welchen sie auf dem 33. Platz im Parallel-Riesenslalom beendete und errang bei den Snowboard-Weltmeisterschaften 2013 im Stoneham den 39. Platz im Parallelslalom sowie den 27. Rang im Parallel-Riesenslalom.
Ihre Schwester Nicolien Sauerbreij war ebenfalls als Snowboarderin aktiv.

## Weltcup-Gesamtplatzierungen
| Saison    | Gesamt | Gesamt | Parallel | Parallel | Snowboardcross | Snowboardcross |
| Saison    | Punkte | Platz  | Punkte   | Platz    | Punkte         | Platz          |
| --------- | ------ | ------ | -------- | -------- | -------------- | -------------- |
| 1998/99   | 136    | 58.    | -        | -        | 350            | 24.            |
| 1999/2000 | 32     | 104.   | 115      | 48.      | 170            | 50.            |
| 2001/02   | -      | -      | 128      | 38.      | -              | -              |
| 2002/03   | -      | -      | 568      | 37.      | -              | -              |
| 2003/04   | -      | -      | 460      | 41.      | -              | -              |
| 2004/05   | -      | -      | 462      | 39.      | -              | -              |
| 2005/06   | 371    | 111.   | 371      | 43.      | -              | -              |
| 2006/07   | 181    | 113.   | 181      | 46.      | -              | -              |
| 2007/08   | 798    | 76.    | 798      | 30.      | -              | -              |
| 2008/09   | 223    | 118.   | 223      | 41.      | -              | -              |
| 2009/10   | 130    | 132.   | 130      | 45.      | -              | -              |
| 2010/11   | -      | -      | 349      | 31.      | -              | -              |
| 2011/12   | -      | -      | 290      | 39.      | -              | -              |
| 2012/13   | -      | -      | 160      | 41.      | -              | -              |